# 82-я улица — Джексон-Хайтс (линия Флашинг, Ай-ар-ти)
|   |     |     |     |   |
| · | · л | · э | · л | · |

|   |     |     |     |   |
| · | · л | · э | · л | · |

«82-я улица — Джексон-Хайтс» (англ. 82nd Street–Jackson Heights) — станция Нью-Йоркского метрополитена, расположенная на линии Флашинг, Ай-ар-ти. Станция находится в Джэксон-Хайтс, Куинс, на пересечении 82-й улицы и Рузвельт-авеню. На станции останавливается маршрут 7 (круглосуточно). Станцию проходит без остановки маршрут <7> (в часы пик в пиковом направлении).
Станция имеет эстакадное расположение. Она была открыта 21 апреля 1917 года в составе третьей очереди линии Флашинг, Ай-ар-ти. Она расположена на трёхпутном участке линии и состоит из двух боковых платформ, обслуживающих только внешние локальные пути.
Станция окрашена в коричневые тона. Навес располагается только в центральной части платформы, там же располагается единственный выход. Платформы ограждены чёрным, невысоким забором. Таблички с названием станции стандартные. Лестницы с платформ ведут сначала в эстакадный мезонин под платформами, где располагается турникетный зал, и уже оттуда — в город — к трём разным углам перекрёстка 82-й улицы с Рузвельт-авеню. В мезонине, между лестницами к платформам, на стене располагаются большие цифры «82», отражающие название станции. Расположение турникетов в мезонине позволяет пассажиру бесплатно перейти с одной платформы на другую.
До 1949 года эта часть линии Флашинг (Ай-ар-ти) использовалась двумя компаниями — Ай-ар-ти (англ. IRT) и Би-эм-ти (англ. BMT), вместе со станциями линии Астория (Би-эм-ти). Некоторое время платформы станции даже были разделены на две части, каждая из которых обслуживала поезда только своей одной компании. Подобный режим работы был характерен для всех станций «двойного использования».

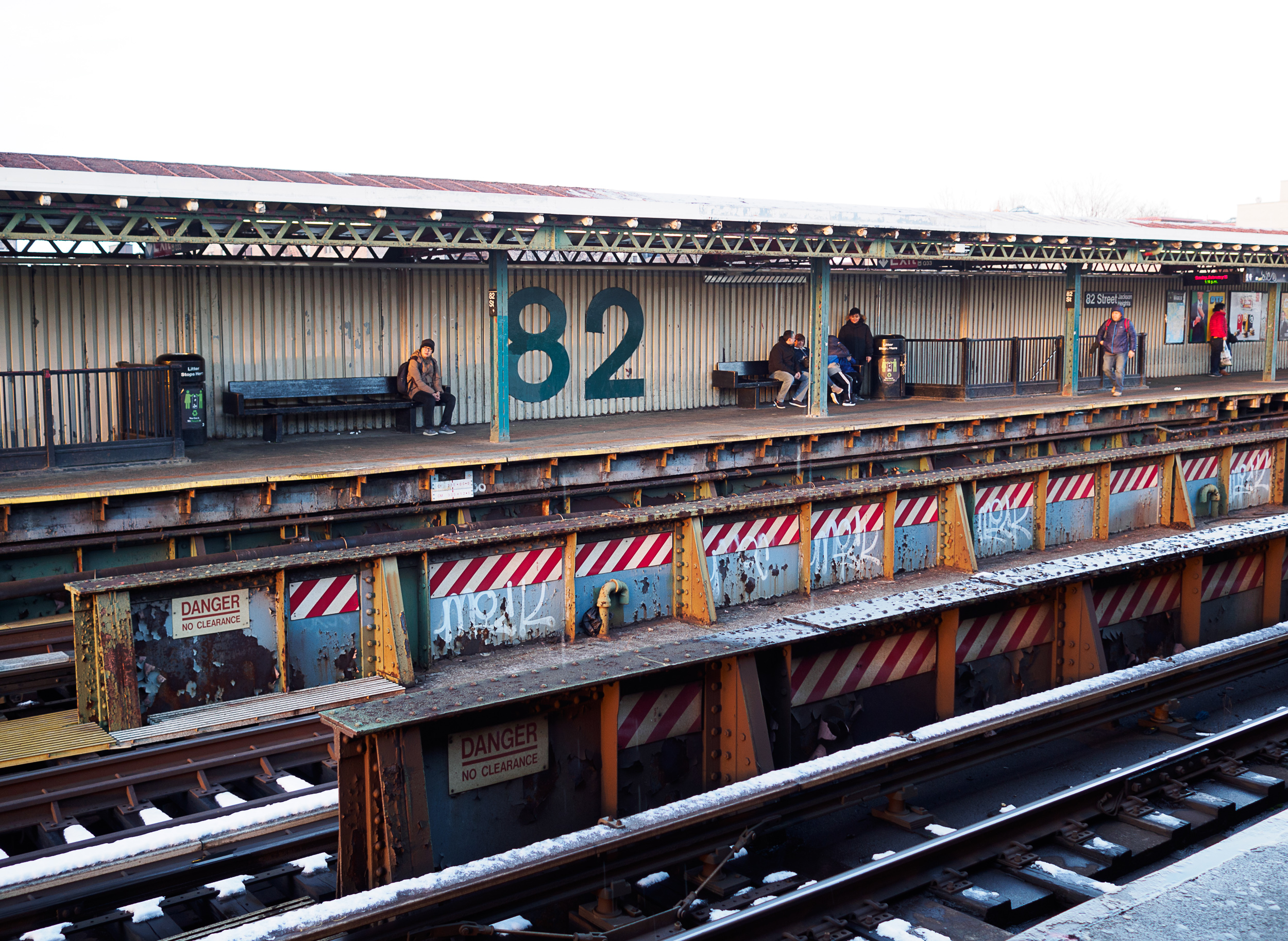
Платформа с большими декоративными цифрами 82